# Good Hope (Botswana)
Good Hope is een dorp in het district Southern in Botswana. De plaats telt 6362 inwoners (2011).